# علاقة مزدوجة
تعتبر العلاقة المزدوجة في مجال الصحة النفسية هي حالة من وجود أدوار متعددة بين المعالج أو المتخصص النفسي ومريضه. ويشار أيضًا إلى العلاقات المزدوجة على أنها علاقات متعددة، حيث يستخدم هذان المصطلحان كمترادفين في الأدبيات البحثية. وتعتبر المبادئ الأخلاقية لعلماء النفس و مدونة قواعد السلوك الخاصة بالجمعية الأمريكية المختصة بعلم النفس (والتي يشار إليها أيضًا باسم مدونة أخلاقيات الجمعية الأمريكية المختصة بعلم النفس)، مصدرًا لتحديد المعايير الأخلاقية ومبادئها والتي يجدُر بالمختصيين النفسيين الالتزام بها. ويحدد المعيار رقم 3.05 من مدونة أخلاقيات الجمعية الأمريكية المختصة بعلم النفس، تعريف العلاقات المزدوجة. وتحدث العلاقات المزدوجة أو المتعددة عندما:
- تنشأ العلاقات الشخصية والمهنية معًا في آن واحد بين المتخصص النفسي ومريضه.
- يكون لدى المتخصص النفسي علاقة بشخص تربطه علاقة وطيدة أو اتصال وثيق بمريضه.
- لدى المتخصص النفسي نية للدخول في علاقة مستقبلية مع مريضه، أو مع شخص تربطه علاقة وطيدة بمريضه.

بالإضافة إلى ذلك، يشرح هذا المعيار الحالات التي يجب فيها تجنب العلاقات المتعددة (فعلى سبيل المثال، عندما تتسبب هذه العلاقات في إلحاق الضرر بالمريض أو تؤدي إلى تراجع كفاءة المتخصص النفسي)، و أيضًا يشرح الحالات التي لا تعتبر فيها هذه العلاقات غير أخلاقية (على سبيل المثال، عندما لا تستغل هذه العلاقة المريض أو تؤدي إلى تراجع كفاءة المتخصص النفسي).